# Urbi et Orbi
Urbi et Orbi ("gradu [Rimu] i svijetu") bio je uobičajeni uvod rimskih objava. Izraz danas označava Papino obraćenje i apostolski blagoslov namijenjen gradu Rimu i cijelom svijetu.
Blagoslov se svakog Uskrsa i Božića slavi u Rimu s bazilike sv. Petra. Dio Urbi et Orbi blagoslova je otpust svih privremenih kazni zbog grijeha, kroz oprost priložen u Papinu blagoslovu.
Božićni i Uskrsni blagoslovi prenose se diljem svijeta preko Europske radiodifuzne unije. Oslobođenje i oproštenje grijeha nije namijenjeno samo ljudima nazočnim na trgu sv. Petra, nego svima koji ceremoniju prate na televiziji ili radiju. Prije blagoslova, Papa se obraća ljudima i svijetu, s pozdravima na mnogim svjetskim jezicima.
Urbi et orbi se na trgu sv. Petra koristi i za Papinu inauguraciju, te rijetko za blagoslov hodočasnika i svetkovina.

## Formula blagoslova

### Latinski
Sancti Apostoli Petrus et Paulus: de quorum potestate et auctoritate confidimus, ipsi intercedant pro nobis ad Dominum.
℞. Amen.
Precibus et meritis beatae Mariae semper Virginis, beati Michaelis Archangeli, beati Ioannis Baptistae et sanctorum Apostolorum Petri et Pauli et omnium Sanctorum, misereatur vestri omnipotens Deus; et dimissis omnibus peccatis vestris, perducat vos Iesus Christus ad vitam æternam.
℞. Amen.
Indulgentiam, absolutionem, et remissionem omnium peccatorum vestrorum, spatium veræ et fructuosae pœnitentiae, cor semper paenitens, et emendationem vitae, gratiam et consolationem Sancti Spiritus; et finalem perseverantiam in bonis operibus tribuat vobis omnipotens et misericors Dominus.
℞. Amen.
Et benedictio Dei omnipotentis, Patris, et Filii, et Spiritus Sancti, descendat super vos et maneat semper.

℞. Amen.

### Hrvatski
Sveti Apostoli Petar i Pavao od kojih imamo vlast i u čiji se autoritet pouzadjemo, neka nas zagovaraju pred Gospodinom.
℞. Amen.
Molitvama i zaslugama blažene Marije Djevice, blaženog Mihovila arhanđela, blaženog Ivana Krstitelja i svetih Apostola Petra i Pavla i svih Svetih smilovao vam se svemogući Bog i otpustio vam sve vaše grijehe, i priveo vas Isus Krist u život viječni.
℞. Amen.
-
℞. Amen.
I blagoslov Boga svemogućega, Oca, i Sina, i Duha Svetoga, neka siđe na vas i ostane vazda s vama.

℞. Amen.

## Vanjske poveznice
- Urbi et Orbi na Katoličkoj enciklopediji
- Apostolski blagoslov na Katoličkoj enciklopediji
- Zvuk prvog Urbi et Orbi blagoslova  Arhivirana inačica izvorne stranice od 17. rujna 2009. (Wayback Machine), inauguracija Pape Ivana Pavla I.
- Urbi et Orbi poruke Pape Ivana Pavla II.
- Urbi et Orbi poruke Pape Benedikta XVI.